# Lightwater
Lightwater – wieś w Anglii, w hrabstwie Surrey, w dystrykcie Surrey Heath. Leży 42 km na południowy zachód od centrum Londynu. Miejscowość liczy 6691 mieszkańców.